# Мастеровой двор (Петергоф)
Мастеровой двор  — место расположения мастерских для государственных крестьян, крепостных строителей Петергофа в городе Санкт-Петербурге. Комплекс зданий Мастерового двора расположен на восточной границе Верхнего сада Петергофа. Является выявленным объектом культурного наследия.

## История
В 1732 году по указу царя Петра I при строительстве дворцового комплекса были выделены земли для жилых зданий, предназначенных для крепостных строителей Петергофа. В первые месяцы строительства сооружения при дворце застраивались хаотично, и большинство жителей поселения государственных крестьян жили в ветхих землянках.
Благодаря знаменитому русскому архитектору М. Г. Земцову, который провёл чёткую планировку Петергофа, были сооружены мастеровой корпус для государственных крестьян и кавалерский — для придворных. До этого на территории комплекса не было никаких помещений для крестьян, которые его сооружали. Первое строение — мастеровой корпус, возведённое по проекту М. Г. Земцова, представляло собой деревянный дом с башней, в которой находился колокол, извещающий о начале или окончании рабочего дня для строителей. Под башней была сооружена арка, через которую строители проходили на Мастеровой двор.
Позже, в 1840-х годах по проекту архитектора Комарова на территории Мастерового двора были возведены корпуса мастерских и кладовых: корпуса фонтанных мастерских и жилых помещений для конюхов и корпус весовой.
Все корпуса, дошедшие до нашего времени, представляют собой образцы русской промышленной архитектуры первой половины XIX века.
В наши дни весь комплекс Мастерового двора занимает ЗАО «Первые Петергофские Реставрационные Мастерские». Территория комплекса Мастерового двора входит в Объединенную охранную зону Петродворцового района, а также относится к категории земель историко-культурного назначения.
На протяжении последних шестидесяти пяти лет в мастерских Мастерового двора петергофские реставраторы занимаются восстановительными работами, возвращая к жизни пострадавшие в годы войны дворцы и павильоны.